# Xã Amador, Quận Chisago, Minnesota
Xã Amador (tiếng Anh: Amador Township) là một xã thuộc quận Chisago, tiểu bang Minnesota, Hoa Kỳ. Năm 2010, dân số của xã này là 885 người.